# Ејвон (Индијана)
Ејвон (енгл. Avon) град је у америчкој савезној држави Индијана.

## Демографија
По попису из 2010. године број становника је 12.446, што је 6.198 (99,2%) становника више него 2000. године.
| Група             | 2000.         | 2010.          |
| Белци             | 5.953 (95,3%) | 10.486 (84,3%) |
| Афроамериканци    | 36 (0,6%)     | 731 (5,9%)     |
| Азијати           | 88 (1,4%)     | 414 (3,3%)     |
| Хиспаноамериканци | 85 (1,4%)     | 531 (4,3%)     |
| Укупно            | 6.248         | 12.446         |